# Dünyayla Benim Aramda
Dünyayla Benim Aramda (prt: Entre Nós e o Mundo; bra: Jogando com o Amor) é uma série de televisão via internet de drama turca produziza pela MF Yapım para a The Walt Disney Company. A série é dirigida por Hulya Gezer e estrelada por Demet Özdemir, Buğra Gülsoy, Hafsanur Sancaktutan e Metin Akdülger. A série foi lançada na Turquia no Disney+ através do hub Star em 14 de setembro de 2022, com um novo episódio estreando semanalmente.

## Enredo
Ilkin teme que seu namorado, um ator famoso, não esteja mais apaixonado por ela. Um dia, ela decide contatá-lo por meio de uma conta falsa nas redes sociais e quase cria a mulher que poderá seduzir o amor de sua vida.

## Elenco
- Demet Özdemir como İlkin
- Buğra Gülsoy como Tolga
- Hafsanur Sancaktutan como Sinem
- Metin Akdülger como Kenan
- Ali Yoğurtçuoğlu como Uluç
- Ibrahim Selim como Cüneyt
- Zerrin Tekindor como Burçin
- Melisa Döngel como Ceren

## Episódios
| N.º | Título                                        | Dirigido por | Escrito por | Lançamento             |
| --- | --------------------------------------------- | ------------ | ----------- | ---------------------- |
| 1   | "İnkar" "Negação"                             | Hülya Gezer  | Pınar Bulut | 14 de setembro de 2022 |
| 2   | "Şüphe" "Suspeita"                            | Hülya Gezer  | Pınar Bulut | 14 de setembro de 2022 |
| 3   | "Blöf" "Blefe"                                | Hülya Gezer  | Pınar Bulut | 21 de setembro de 2022 |
| 4   | "Yüzleşme" "Confronto"                        | Hülya Gezer  | Pınar Bulut | 28 de setembro de 2022 |
| 5   | "Kabulleniş" "Aceitação"                      | Hülya Gezer  | Pınar Bulut | 5 de outubro de 2022   |
| 6   | "Hayata Dönüş" "De Volta à Vida"              | Hülya Gezer  | Pınar Bulut | 12 de outubro de 2022  |
| 7   | "Bırakmak" "Libertação"                       | Hülya Gezer  | Pınar Bulut | 19 de outubro de 2022  |
| 8   | "Dünyayla Benim Aramda" "Entre o Mundo e Nós" | Hülya Gezer  | Pınar Bulut | 26 de outubro de 2022  |

## Produção
A série é dirigida por Hülya Gezer, escrita por Pınar Bulut e produzida pela MF Yapım. As filmagens da série ocorreram entre março e agosto de 2022 em Istambul.

## Lançamento
Dünyayla Benim Aramda foi lançada na Turquia em 14 de setembro de 2022 através do hub de conteúdo Star do Disney+, com um episódio sendo lançado semanalmente. A série foi lançada internacionalmente em 14 de dezembro de 2023 através do Star+ na América Latina, Hulu nos Estados Unidos, e no Disney+ através do hub de conteúdo Star em outros territórios.